# Lobobunaea rubricostalis
Lobobunaea rubricostalis är en fjärilsart som beskrevs av Kirby 1892. Lobobunaea rubricostalis ingår i släktet Lobobunaea och familjen påfågelsspinnare. Inga underarter finns listade i Catalogue of Life.